# 叶匡政
叶匡政（1969年—），祖籍安徽太湖县，合肥人。现居北京。中国当代诗人、学者、文化批评家。为《南方周末》、《南都周刊》、《新京报》等多家报刊专栏作家。现为香港《凤凰周刊》主笔。

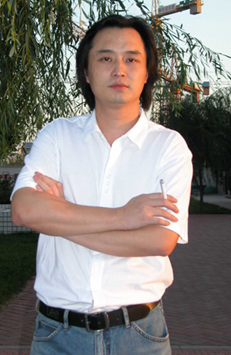
葉匡政

## 生平
1986年开始在各类文学杂志发表诗作800多首，作品入选《中国第四代诗人诗选》《中间代诗全集》《朦胧诗二十五年》《中国当代诗歌经典》等60多种诗歌选本，著有诗集《城市书》（1999年花城出版社版）、长诗《“571工程纪要”样本》、文化批评集《格外谈》（2013年商务印书馆版）、《可以论》（2015年中信出版社版）等，编过《孙中山在说》《日本格调》《大往事》等书。主编有“华语新经典文库”“非主流文学典藏”“独立文学典藏”“独立学术典藏”“独立史料典藏”等多种丛书。在《南方周末》、《南都周刊》、《新京报》《北京青年报》、香港东网数十家海内外媒体开设专栏，评议中国的时政与文化问题，是中国有影响力的公共知识分子。
1990年代初他开始“城市中的心灵之书”的写作，作品探究了现代人深层经验的多重内涵，昭示了新的都市诗歌“说话人”的出现。2006年10月发表《文学死了！一个互动的文本时代来了》《中国当代文学的十四种死状》《中国文艺复兴宣言》《孔子为何哭了？》《土改学》等一系列文化历史批评文章，此后开始了文化批评与时政评论的写作，在各类报刊发表过一千多篇时政与文化评论，文章入选数十种杂文、时评选集。获过台湾第一届双子星国际新诗奖及国内10多种诗歌奖、首届中国新锐媒体评论大奖金奖、博客十年“影响中国百名博客”奖等，2010、2012年入选美国博讯网评选的“华人百大公共知识分子，2012年入选复旦大学舆情与传播研究实验室与中国舆情网评选的“中国微博百名意见领袖”，2014年入选OK智库评选的“中国最有影响力的百名意见领袖”，2016年入选博客中国组识评选的“1917--2016影响中国百年百位诗人”。

## 主要作品
- 诗集《城市书》
- 长诗《“571工程纪要”样本》
- 诗《我们都是木头人》
- 文化批评集《格外谈》
- 文化批评集《可以论》
- 《土改学》
- 《中国文艺复兴宣言》
- 《文学死了！一个互动的文本时代来了》
- 《中国当代文学的十四种死状》